# Santa María Quiegolani
Santa María Quiegolani là một đô thị thuộc bang Oaxaca, México. Năm 2005, dân số của đô thị này là 1537 người.